# Mimosa chaetocarpa
Mimosa chaetocarpa är en ärtväxtart som beskrevs av Townshend Stith Brandegee. Mimosa chaetocarpa ingår i släktet mimosor, och familjen ärtväxter. Inga underarter finns listade i Catalogue of Life.